# Atractus dunni
Espèce
Synonymes
- Rhabdosoma maculatum Bocourt, 1883

Atractus dunni  est une espèce de serpents de la famille des Dipsadidae.

## Répartition
Cette espèce est endémique d'Équateur. Elle se rencontre dans les provinces d'Imbabura, de Pichincha et de Cotopaxi.

## Description
L'holotype de Atractus dunni, une femelle, mesure 305 mm dont 34 mm pour la queue. Cette espèce a un dos brun présentant une ligne longitudinale et deux lignes latérales sombres ainsi qu'un collier clair. Sa face ventrale est claire avec des taches sombres sur les côtés.

## Étymologie
Cette espèce est nommée en l'honneur de Emmett Reid Dunn.

## Publication originale
- Savage, 1955 : Descriptions of new colubrid snakes, genus Atractus, from Ecuador. Proceedings of the Biological Society of Washington, vol. 68, p. 11-20 (texte intégral).